# 락원역 (신의주)
락원역(樂元驛)은 조선민주주의인민공화국 평안북도 신의주시 락원일동에 위치한 평의선의 기차역이다. 조국해방전쟁시의 영웅으로 여겨지는 신포향(申蒲香)을 따서 포향역이라고도 불린다.